# Catargynnis loxo
Catargynnis loxo är en fjärilsart som beskrevs av Paul Dognin 1891. Catargynnis loxo ingår i släktet Catargynnis och familjen praktfjärilar. Inga underarter finns listade i Catalogue of Life.